# Independent Women Part I
Independent Women Part I è un brano R&B delle Destiny's Child per la colonna sonora del film Charlie's Angels. Ha esordito alla prima posizione della Billboard Hot 100, ottenendo il guinness world record per essere il primo brano di un girl group ad essere rimasto alla prima posizione per undici settimane consecutive.
Il brano è stato candidato alla principali premiazioni, tra cui alla miglior canzone scritta per un film ai Grammy Awards, agli MTV Video Music Awards e Billboard Music Awards.

## Composizione e Testo
Scritto da Beyoncé Knowles, Cory Rooney, Sam Barnes e Jen-Claude Olivier, e prodotto da Knowles, Rooney e il team Trackmasters, Independent Women Part I è un pezzo scritto appositamente per il film Charlie's Angels; durante l'intro le cantanti pronunciano i nomi delle tre attrici protagoniste del film, Cameron Diaz, Drew Barrymore e Lucy Liu, e dopo ogni ritornello si rivolgono a Charlie chiedendogli se i suoi angeli sono davvero in gamba come il prototipo di donna indipendente descritto dalla canzone.
La lotta per l'emancipazione femminile in un mondo ancora governato dagli uomini presente in molti altri singoli delle Destiny's Child qui raggiunge il suo livello più alto.
La canzone è la prima ad essere stata rilasciata dalla gruppo nella formazione di trio, ed è l'unica nel repertorio delle Destiny's Child a contenere la voce di Farrah Franklin, sebbene fosse già uscita dal gruppo al momento del rilascio del brano.

## Video musicale
Il videoclip della canzone è stato diretto da Francis Lawrence ed è il primo del gruppo a fare grande uso di effetti speciali e green screen. La scena si svolge in un ipotetico e futuristico centro di addestramento per aspiranti Charlie's angels, dove le tre ragazze si esercitano in varie discipline: lottano vestite di kimono in una coreografia simile a quelle del film Matrix contro un uomo completamente coperto da una tuta attillata, stendendolo; si gettano in un tunnel contro un'elica gigante per esercitarsi nel volo; guidano motociclette a tutto gas seminando un altro uomo. La scena principale si svolge in una sala dove le tre cantanti si trovano all'inizio di un lungo tavolo, attorniate da molte ragazze a cui mostrano scene acrobatiche del film per istruirle su come si diventa veri angeli. In altre scene completamente ricostruite al computer le cantanti eseguono una coreografia in una stanza colorata e col soffitto molto basso o riproducono la tipica posa delle Charlie's angels su uno sfondo in fiamme.
Il video è stato presentato in anteprima a MTV Making The Video e ha ricevuto una nomination agli MTV Video Music Awards come Best Video From A Film. Si tratta del primo video delle Destiny's Child con la definitiva formazione di trio, formata da Beyoncé, Kelly e Michelle Williams; in questo modo il gruppo era perfetto per rappresentare la colonna sonora di Charlie's Angels, così la dipartita di Farrah Franklin si è dimostrata un evento fortunato.

## Accoglienza
La canzone è diventata in poco tempo un vero e proprio inno, soprattutto per il pubblico femminile, grazie al testo. Il singolo è entrato nella Billboard Hot 100 al numero 78 il 23 settembre 2000, e ha raggiunto la prima posizione durante la sua nona settimana di permanenza; con undici settimane consecutive al numero 1 tra novembre 2000 e febbraio 2001, non solo è diventato il singolo di più grande successo del gruppo in patria, ma anche il singolo di un gruppo femminile con il maggior numero di settimane passate in cima alla classifica. La canzone è entrata nella top10 della Hot 100 Airplay quando era ancora presente in top5 Jumpin' Jumpin', per poi raggiungere il numero 1 e rimanervi per 9 settimane. Mentre nella Hot 100 questa è la terza numero 1 del gruppo, nelle classifiche R&B si tratta della quarta, dove è rimasta in vetta solo 3 settimane. Independent Women è arrivata in cima a tutte le più importanti classifiche di Billboard, e il successo non ha tardato ad attraversare gli oceani.
Il singolo è diventato la prima numero 1 del gruppo sia nel Regno Unito (con oltre 420 000 copie vendute) che in Nuova Zelanda. In Canada è stato il loro primo singolo a entrare nella top5, raggiungendo il numero 3. Stessa posizione raggiunta in Australia, dove è rimasto per 3 settimane, con un totale di 17 settimane in classifica. In Svizzera è entrato in classifica al numero 32 e ha raggiunto la seconda posizione durante la sua settima settimana di permanenza, diventando il singolo più famoso della band nel paese fino a quel momento, e il primo a entrare in top10. In Paesi Bassi ha debuttato al numero 13 e ha raggiunto il numero 2 la settimana successiva, diventando la seconda hit della band a raggiungere la seconda posizione dopo No, No, No, e la settima a entrare in top20. Anche in Norvegia il pezzo è arrivato al numero 2, mentre in Danimarca e nel Belgio olandofono al numero 3.
Il singolo è stato il primo in assoluto delle Destiny's Child ad entrare nelle classifiche italiane: entrato il 18 gennaio 2001 alla posizione 19, ha raggiunto quella la sua più alta, la 17, durante la quarta e ultima settimana di presenza in top20. In Svezia è stato il loro primo singolo ad entrare in top10, raggiungendo la sesta posizione il 7 dicembre 2000, e restando 17 settimane in classifica. Anche in Finlandia come in Italia è il primo brano della band a entrare in classifica, ottenendo risultati migliori però: dopo essere entrato al numero 7, ha raggiunto il numero 5 restando 13 settimane nella top20. Nelle Filippine è diventata la seconda numero 1 della band dopo Say My Name, durante le ultime settimane del 2000.
Independent Women Part I è il singolo che ha elevato il gruppo a status di superstar a livello mondiale, facendolo conoscere anche laddove non aveva ancora avuto successo. La rivista musicale britannica Q l'ha inserita nella lista delle 1001 canzoni migliori di tutti i tempi, tra le prime dieci posizioni.

## Tracce
CD-Maxi Columbia 669 822 2
1. Independent Women Part I (Album Version) - 3:41
2. Independent Women Part I (Joe Smooth 200 Proof 2 Step Mix) - 4:17
3. Independent Women Part I (Maurice's Radio Mix) - 3:54
4. Independent Women Part I (Victor Calderone Club Mix) - 9:36

## Classifiche
| Classifica (2000/2001)                       | Posizione |
| -------------------------------------------- | --------- |
| Australia                                    | 3         |
| Austria                                      | 22        |
| Belgio (Vl)                                  | 3         |
| Belgio (Wa)                                  | 4         |
| Canada                                       | 3         |
| Danimarca                                    | 3         |
| Finlandia                                    | 5         |
| Francia                                      | 19        |
| Germania                                     | 10        |
| Irlanda                                      | 2         |
| Italia                                       | 17        |
| Nuova Zelanda                                | 1         |
| Norvegia                                     | 2         |
| Olanda                                       | 2         |
| Filippine                                    | 1         |
| Svezia                                       | 6         |
| Svizzera                                     | 2         |
| Regno Unito                                  | 1         |
| U.S. Billboard Hot 100                       | 1         |
| U.S. Billboard Hot 100 Airplay               | 1         |
| U.S. Billboard Hot R&B/Hip-Hop Songs         | 1         |
| U.S. Billboard Rhythmic Top 40               | 1         |
| U.S. Billboard Top 40 Mainstream             | 1         |
| U.S. Billboard Dance Music/Club Play Singles | 1         |
| U.S. Billboard Latin Tropical/Salsa Airplay  | 11        |